# Sabrina Delannoy

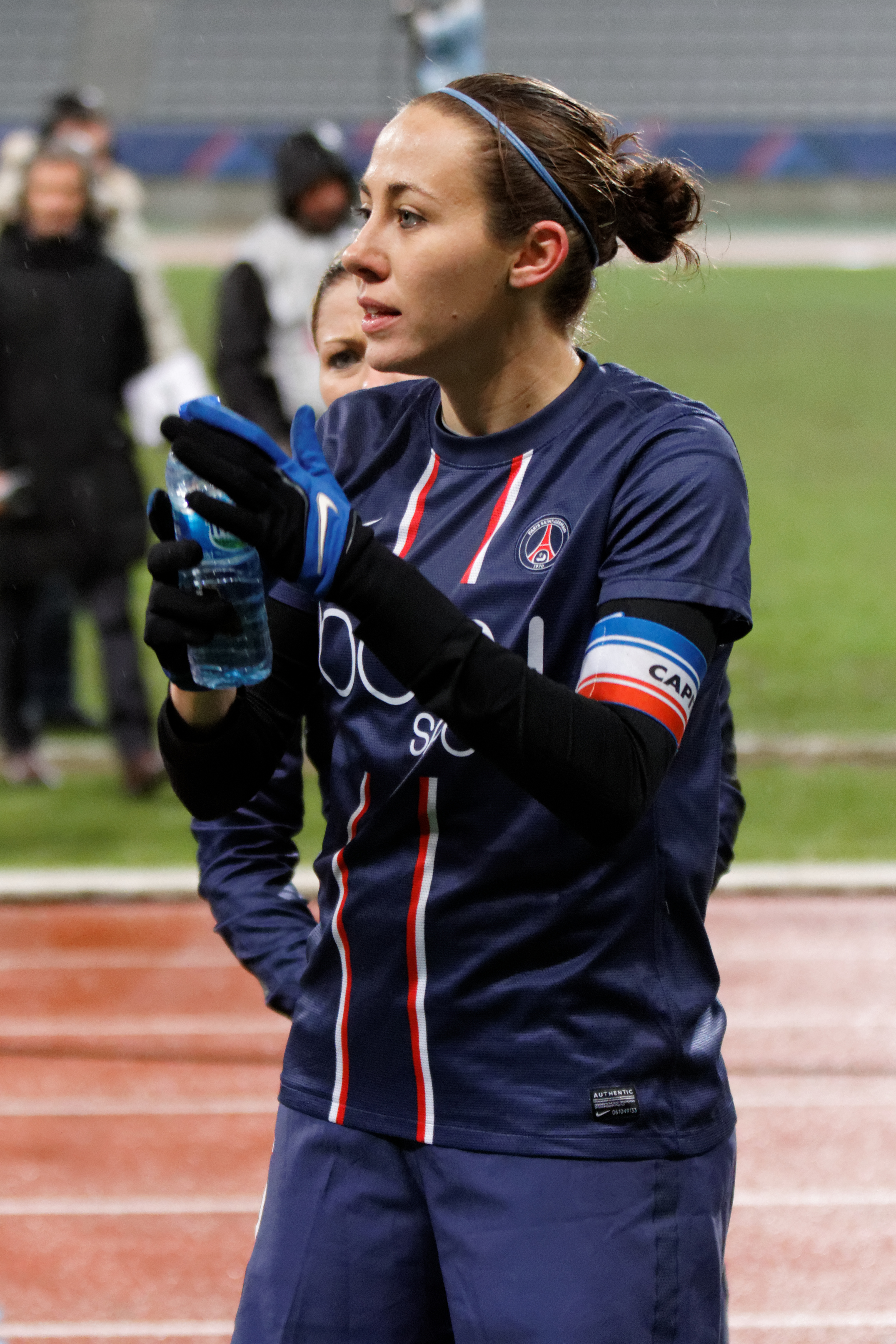
Sabrina Delannoy 2013.

Sabrina Julienne Francine Delannoy, född 18 maj 1986 i Béthune, är en fransk fotbollsspelare (försvarare) som sedan år 2005 representerar klubben Paris Saint-Germain.
Hon var en del av Frankrikes trupp i VM i Kanada år 2015. Hon fick endast speltid i matchen mot Mexiko i gruppspelet då hon hoppade in i den 78:e minuten. Delannoy har i skrivande stund (juli 2015) spelat 26 landskamper för Frankrike. Hon gjorde sin debut i landslaget i en match mot Nederländerna den 24 oktober 2012.